# Набок Михайло Данилович
Михайло Данилович Набок (16 грудня 1924 — 6 листопада 2012) — український педагог, учасник Другої світової війни, технік-самоучка, свідок Голодомору.

## Біографія
Народився 16 грудня 1924 року в місті Городище на Черкащині. Його прізвище походить від села Набоків. Батьки померли померли досить рано, ймовірно, під час роботи в колгоспі під час репресивної політики створення завгоспів.

### Родина
Мав двох братів:
- Іван Набок — морський піхотинець (служив у військово-морському десанті), загинув на Далекому Сході під час Другої світової війни (деталі невідомі).
- Микола Набок — льотчик, капітан АН-12Б авіації СРСР; загинув 26 серпня 1968 року, коли літак було збито над Зволенем (ЧССР) під час виконання транспортної місії. Похований у Тулі (РФ).

### Голодомор

Набок Михайло Данилович фото з хроніки "Голодомор 1933. Свідчить Михайло Данилович Набок. 2012р. УкрКіноХроніка"

У дитинстві пережив Голодомор 1932–1933 років. Через що, вже дуже згодом, у 2008 році залишив відеосвідчення про масове голодування, примусову конфіскацію їжі, вживання неїстівних речей, а також про випадки канібалізму.

### Друга світова війна
Під час війни навчався в залізничному технікумі. Під час поїздки до батьків потрапив на окуповану територію, де з другом кілька місяців переховувався в підземній ямі, щоб уникнути вивезення до Німеччини. Після визволення території був мобілізований до Червоної армії.
У роки війни був мобілізований до лав Червоної армії до досягнення повноліття. Служив у складі спеціальної роти, яку через відсутність озброєння та форми називали «чорнорубашечниками». Підрозділ використовували як ударну хвилю для підняття бойового духу — беззбройні бійці йшли першими в атаку і мали здобувати зброю та обладнання під час бою.
Отримав поранення, під час якого втратив багато крові. Після госпіталізації був направлений до танкових військ. Пізніше став водієм танка Т-34 і брав участь у важливих битвах: під час форсування Дніпра в рамках операції по звільненню Києва. Під час цих боїв він отримав друге поранення — кінцівки омертвіли через сильне перетискання перев’язками. В результаті обидві ноги ампутували. Попри серйозні травми, він зумів адаптуватися до нового життя, навчитися ходити з протезами та здобути освіту, що стало прикладом незламності духу. На протезах вчився ходити, опанував чоботарське ремесло.

### Післявоєнне життя
Згодом після закінчення війни вступив до Черкаського педагогічного інституту на фізико-математичний факультет, але доля і певні обмеження післявоєнного часу змусили змінити факультет на філологічний бо там людей дуже не вистачало. За студентських років на початку 1950-х, коли вступав до педінституту, декан Степан Червоненко особисто підтримав його під час подачі  документів та направив на навчання. Під час студентських років познайомився з легендарним льотчиком Олексієм Маресьєвим, з яким їх об'єднала спільна доля поранених фронтовиків — вони стали друзями на довгі роки. Був знайомий із Павлом Тичиною та зберігав із ним дружні стосунки. 

Набок Михайло Данилович - ветеран, викладач, людина стальної волі

Після здобуття вищої освіти понад 63 роки працював вчителем української мови та літератури. Тривалий час працював викладачем у Вечірній школі № 8 міста Києва. Своєю педагогічною діяльністю зробив значний внесок у систему освіти для дорослих. Завдяки йому сотні учнів змогли здобути середню освіту в умовах вечірньої форми навчання.
Серед випускників школи, — народна артистка СРСР Алла Тарасова
Школу було ліквідовано у 2000-х роках у зв’язку з реконструкцією будівлі, яку було згодом знесено задля побудови бізнес-центру. Освітній заклад мав значну історичну статус історичної будівлі.

### Педагогічний стиль
У 1950-х роках розпочав педагогічну діяльність у Києві. У вечірній школі, де він викладав, навчалися переважно дорослі з непростими життєвими обставинами, зокрема раніше судимі особи, працівники комунальних служб, а також студенти та військові. Набок проявляв ініціативу у навчальному процесі, підтримував контакт з учнями поза межами класу та прагнув зацікавити їх українською літературою.
Його учні згадують, що Набок М.Д. завжди підтримував відкритий діалог на уроках і знаходив підхід, який захоплював навіть найскладніших учнів вечірньої школи, переважна більшість яких сама була вчорашніми ветеранами без жодної освіти. Він прагнув зацікавити кожного учня, знаходячи індивідуальний підхід до викладання літературних творів. Викладач виявляв глибоку турботу про своїх учнів, часто відвідуючи їх удома у разі пропусків занять, що свідчить про його відданість справі та учням.

Набок Михайло Данилович з колегами (крайній справа)

### Погляди
Відмовився вступати до КПРС, що обмежило кар’єрний ріст, однак він мав великий авторитет серед колег і учнів. Цікавився історією України, зокрема історією УПА, мав особисту бібліотеку, захоплювався творчістю Івана Багряного.

### Особисте життя та визнання
Михайло Набок не любив говорити про свої нагороди, вважаючи важливішими людські якості та справедливість. У 2005 році йому було присвоєно звання підполковника посмертно.
Михайло Данилович був природженим технарем і мав золоті руки, навіть без обох ніг. Він ремонтував все: телевізори, замки, годинники, автомобілі, всі сусіди по будинку зносили йому зламану техніку бо знали що він відремонтує. 
```
«Якщо хтось це зробив до мене — я теж можу це зробити.» та 
«Вік живи, вік учись!» Стали життєвими кредо Набока Михайла Даниловича
```

Легендарним серед однолітків стала його здатність спаяти навіть нитку розжарення в лампочці щоб змусити її знову працювати.

### Смерть
Михайло Данилович Набок помер 6 листопада 2012 року внаслідок інфаркту. У 2005 році Указом Президента України Віктора Ющенка йому  присвоєно звання підполковника, про що він так і не дізнався за життя. .